# Wagnée (Assesse)
Pour les articles homonymes, voir Wagnée.
Ne doit pas être confondu avec Wagnée (Mettet).
Wagnée est un hameau de la commune belge d'Assesse située en Région wallonne dans la province de Namur.
Avant la fusion des communes de 1977, Wagnée faisait partie de la commune de Florée.

## Situation
Wagnée se situe au nord du village de Florée. Ce hameau du Condroz est traversé par la route nationale 946 qui va de Sorée à Spontin.

## Patrimoine
L'ensemble formé par la voûte de Wagnée et le chemin communal dit du Moulin au sud de la voûte jusqu'au carrefour de l'ancien chemin n°14 et au nord de la voûte sur la quinzaine de mètres où il est bordé de murs de soutènement est repris sur la liste du patrimoine immobilier classé d'Assesse depuis 1995.
Le château et la ferme de Wagnée. Le château a été bâti au milieu du XVIIe siècle par Jean de Berlo au départ d’un donjon primitif. Il a été modifié au milieu du XIXe siècle dans un style néo-classique. L'édifice actuel se compose entre autres de deux tours carrées placées aux extrémités ainsi que d'une tour semi-circulaire dressée contre la façade arrière dominant une pièce d'eau. Le parc essentiellement boisé comprend une allée de tilleuls plantés en 1804.
La chapelle Notre-Dame de la Salette élevée au travers du mur entourant le domaine du château s'ouvre à la fois sur l'intérieur et l'extérieur du domaine.